# Lex Africana
Production
Diffusion
Lex Africana est une série télévisée franco-sénégalaise réalisée par Lewis Martin d'après un scénario de Seydina Baldé et Manuel di Zio, et diffusée en France à partir d'avril 2024 sur Canal+.
Cette fiction est une coproduction de Keewu Production (Mediawan Africa) et Canal+.

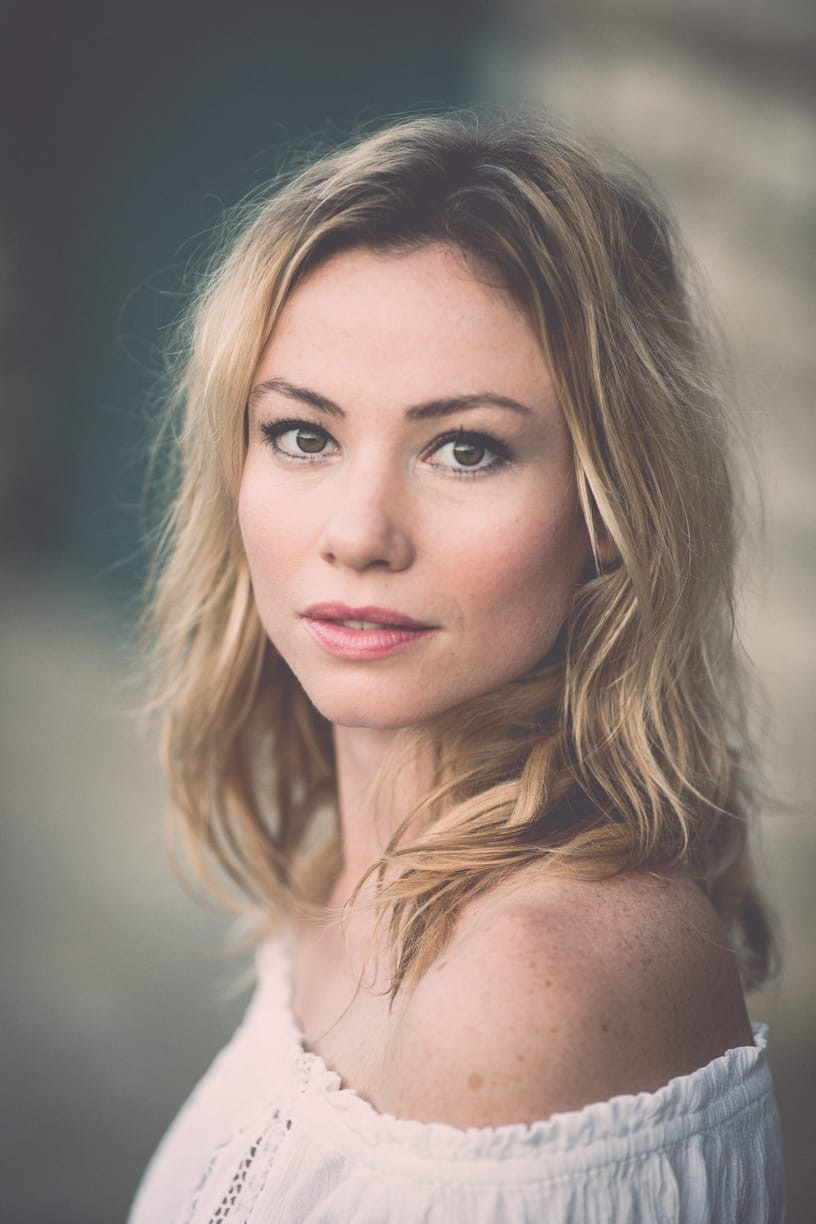
Maud Baecker.

## Synopsis
Après une longue période en Asie où il s'est transformé en un expert des arts martiaux, le talentueux architecte Gabriel Aliou Thiam retourne à Dakar sous des circonstances sombres : la mort subite de son père, Lamine. Persuadé que ce décès n'est pas un simple accident, Gabriel se lance dans une enquête éprouvante qui le conduit, malgré lui, au cœur des activités sinistres d'une organisation criminelle redoutable, l'UWK. Dans sa quête pour la vérité et la justice, Gabriel trouve un soutien sans faille auprès de plusieurs alliés : Racine, le chancelier de la confédération africaine; Lika, une avocate sénégalaise brillante et son premier amour perdu; ainsi que Lauren, une captivante médecin humanitaire qui éveille en lui de nouveaux sentiments.

## Distribution
- Seydina Baldé : Gabriel Thiam
- Maud Baecker : Lauren Danval
- Richard Sammel : Olaf Friedrich
- Eriq Ebouaney : Racine Malik Niang
- Mark Grosy : Alfa Thione
- Serge Crozon-Cazin : Fedior Kital
- Amelie Mbaye : Yvonne Thiam (as Amélie Mbaye)
- Ousseynou Ba : Razak Faye
- Moussa Sow : Ibrahima Sow
- Fabrice Fayal : Malik
- Matar Diouf : Blaise Mbaye
- Abdou Basse Dia : Bacar
- Djibril Dansokho : Falil Diop
- Germaine Dasylva : Madame Traoré
- Amadou Chalys Leye : Commissaire Barry
- Aminata Diop : Nafi N'Diaye
- Aicha Ba : Lika Fall
- Adbel Kader Diarra : Moussa Gueye
- Christiane Dumont : Penda Tall

## Production

### Genèse et développement
La série (initialement appelée Pax Africana) est créée et écrite par Seydina Baldé et Manuel di Zio, et réalisée par Lewis Martin.
Elle est produite par Seydina Baldé, Cecile Gerardin, Bassirou Ndiaye et Alexandre Rideau.

### Tournage
Le tournage de la série a lieu à partir du mois de juin 2023 à Dakar, au Sénégal.

### Fiche technique
Sauf indication contraire, les informations mentionnées dans cette section peuvent être confirmées par les bases de données cinématographiques IMDb et Allociné,  présentes dans la section « Liens externes ».
- Titre français : Lex Africana
- Genre : Drame, Policier
- Production : Seydina Baldé, Cécile Gerardin, Bassirou Ndiaye et Alexandre Rideau
- Sociétés de production : Keewu Production (Mediawan Africa) et Canal+
- Réalisation : Lewis Martin
- Scénario : Seydina Baldé et Manuel di Zio
- Décors : Valérie Nenquin
- Costumes : Khady Ngom
- Photographie : Bernard Jallet, Guillaume le Grontec, Lewis Martin et Jean Marc Selva
- Son : Abdourahmane Ka
- Montage : Khaly Fall
- Maquillage : Marie-Louise Sanghor
- Pays de production :  France /  Sénégal
- Langue originale : français
- Format : couleur
- Nombre de saisons : 1
- Nombre d'épisodes : 6
- Durée : 52 minutes
- Dates de première diffusion :
  - France : avril 2024 sur Canal+